# Káplán
A káplán egyházi cím a kereszténységben. 

## Római katolikus

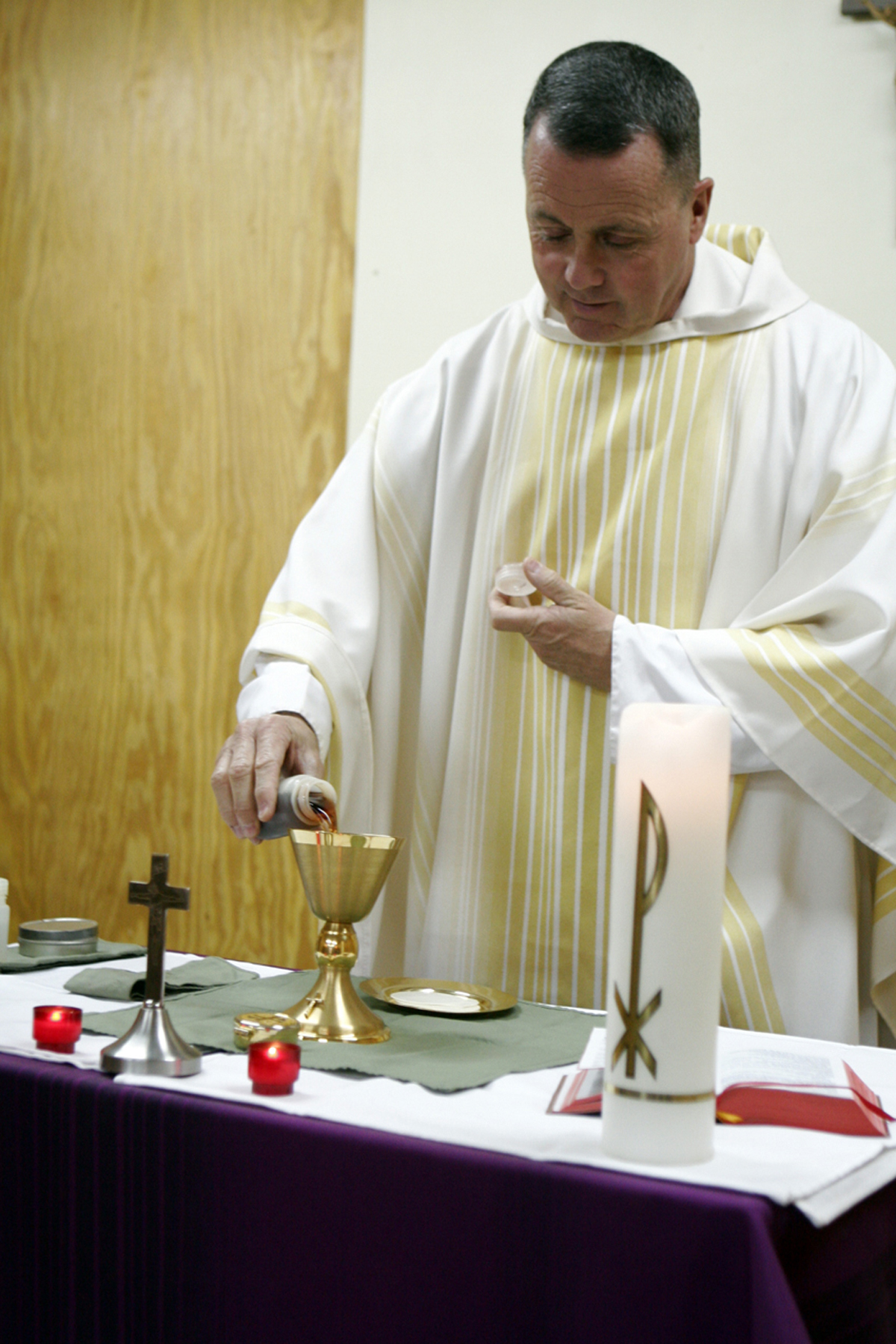
Katolikus káplán

A magyar katolikus egyházban olyan felszentelt pap, akit a plébános mellé segítségül nevezi ki a megyés püspök. 
A szolgálati tevékenységét a plébános határozza meg. Teljes papi joggal szolgáltathatja ki a szentségeket. Káplánt ki lehet nevezni az egész egyházközség vagy csak egy kisebb csoportja (például egy kisebbségi nyelvet beszélők) szolgálatára, vagy akár több plébánián egy bizonyos szolgálat végzésére is. Rendes esetben annak távollétében a plébánost is helyettesíti, ilyenkor jogai a plébánoséval azonosak. A püspök megfelelő okból elmozdíthatja.

## Protestantizmus
A magyar evangélikus egyház, szemben a reformátusokkal, nem használja a „káplán” elnevezést. 
A református egyházban a segédlelkészt nevezik káplánnak (is).  A segédlelkész (káplán) az lehet, 
- aki felsőfokú hittudományi lelkészképzésben sikeres záróvizsgával rendelkezik (de még nem tette le a lelkészképesítő vizsgát, vagy letette, de még nem szentelték fel lelkésznek);
- akit az illetékes püspök segédlelkészi (exmisszus-gyakornoki) szolgálatra kirendel.

A püspök a kirendeléssel egyidejűleg felügyelő lelkészt jelöl ki, akinek az irányítása és utasításai szerint köteles a segédlelkész a szolgálatait végezni.

## Egyéb
Megjegyzés az angol „chaplain” kifejezéshez: angol nyelvterületen elterjedten alkalmazzák a káplán szót a tábori lelkészekre. Sokszor – tartalmilag hibásan – egyszerűen káplánként fordítják az angol nyelvben rövidítve használt „military chaplain” kifejezést.